# Merlemont
Pour le château de Warluis, voir Château de Merlemont.
Merlemont (en wallon Mielmont) est une section de la ville belge de Philippeville située en Wallonie dans la province de Namur.
Nombre d'habitants au 31 décembre 1976 : 349. Gentilé : les Merlemontois. Surnom : les cus d'tchaudron (les culs de marmite).
C'était une commune à part entière avant la fusion des communes de 1977.

## Géographie
Commune bornée au nord par Franchimont, à l’est par Surice, au sud par Sart-en-Fagne, et à l’ouest par Villers-le-Gambon. Village situé sur une crête calcaire qui domine la Fagne.

## Évolution démographique
- Source: DGS, 1831 à 1970=recensements population, 1976= habitants au 31 décembre

## Histoire
Le site fut occupé dès l’époque préhistorique. On y a retrouvé aussi des vestiges romains et surtout mérovingiens (nécropoles).
Un château fort y aurait été construit par le comte Wibert, le fondateur de l’abbaye de Liessies, qui y avait établi sa résidence.
En 1155, Merlemont est cité parmi les biens de l’église de Liège mais en 1180, l’abbaye de Florennes y possède aussi des biens tandis qu’une famille de chevaliers porte le nom du village : don vers 1183 à l’abbaye de Floreffe.
Au XIVe siècle, la seigneurie passe aux mains des seigneurs de Pesche et de Florennes tandis qu’une partie dépend de Hierges.
En 1590, elle est vendue à Jean de Roly et passe ensuite aux Fusco puis aux de Berlo et à la fin de l’Ancien Régime, aux vicomtes de Baillet.
Merlemont faisait partie de la paroisse de Villers-en-Fagne mais possédait une chapelle castrale dont les décimateurs étaient les abbés de Saint-Gérard, Florennes et Leffe. Une paroisse est créée en 1802. Une sablonnière occupait 63 personnes en 1896. Actuellement, on extrait encore de la dolomie.
Situation en 1830 — La population s’élève à 178 habitants répartis dans 41 maisons et une ferme. Un château agréablement situé, qui appartient au comte de Baillet-Latour. Carrière de marbre rouge et une autre appelé Malplaquet. Les 3/8 du territoire sont occupés par des bois.

## Liste des bourgmestres de 1830 à 1977
- Georges de Baillet Latour, de 1841 à 1882, (Parti Libéral).

## Patrimoine

### Eglise Saint-Nicolas
L’église actuelle — qui date de 1906 — contient dix pierres tombales, celles de Pierre de Fournet, seigneur de Jettefeuille et d’Aubry († 1699) et de Théodore de Roly († 1726), tous deux ermites de Roly; de Charles de Roly († 1724) et de son épouse Marie-Anne d’Helpen († 1735); de 5 récollets de Florennes ; et enfin de deux membres de la famille de Baillet-Latour. Elle a été construite par l'architecte Leborgne, la tour fut réhaussée en 1908 et l'intérieure réaménagée en 1959 par l'architecte Londot.

### Château
Parmi les anciens seigneurs et châtelains, citons François de Roly, seigneur de Merlemont, en 1653; en 1667, Amour de Berlo-Merlemont, capitaine d’une Compagnie de chevau-légers, qui deviendra gouverneur de Bouillon et sera grand bailli d’Entre-Sambre-et-Meuse. Les Baillet à partir de 1739, puis les Baillet-Latour. Plus près de nous, les Nothomb de 1883 à 2000, dont un dernier représentant, le chevalier Jacques de Ruzette, dont les descendants revendent le château au comte Diego du Monceau de Bergendal.

#### Ferme du château
Ensemble semi-clôturé du début du XVIIe siècle. Située légèrement en contrebas du château.

## Économie
Carrières de dolomies et de marbre.
A la fin du 18e siècle, on exploitait déjà le marbre local. Ainsi, entre 1769 à 1784, les livraisons du marbre de Merlemont par Pierre Thomas, de Rance, représentaient 11 % de ses 900 livraisons vers la France principalement, soit des tables, des tranches, des cheminées.